# Roe Plains
Roe Plains är en slätt i Australien. Den ligger i delstaten Western Australia, omkring 1 000 kilometer öster om delstatshuvudstaden Perth.
Omgivningarna runt Roe Plains är i huvudsak ett öppet busklandskap. Trakten runt Roe Plains är nära nog obefolkad, med mindre än två invånare per kvadratkilometer. Genomsnittlig årsnederbörd är 360 millimeter. Den regnigaste månaden är januari, med i genomsnitt 57 mm nederbörd, och den torraste är oktober, med 9 mm nederbörd.